# 제14회 청룡영화상
제14회 청룡영화상은 1993년 12월 16일에 열린 시상식이다.

## 수상 및 후보

### 최우수 작품상
- 서편제 - 임권택 수상
- 그대 안의 블루 - 세경영화사
- 살어리랏다 - 삼육필름
- 첫사랑 - 삼호필름
- 화엄경 - 태흥영화사

### 감독상
- 참견은 노 사랑은 오예 - 김유진 수상
- 첫사랑 - 이명세
- 그대 안의 블루 - 이현승
- 서편제 - 임권택
- 화엄경 - 장선우

### 남우주연상
- 서편제 - 김명곤 수상
- 101번째 프로포즈 - 문성근
- 그대 안의 블루 - 안성기
- 그 여자, 그 남자 - 이경영
- 살어리랏다 - 이덕화

### 여우주연상
- 첫사랑 - 김혜수 수상
- 그대 안의 블루 - 강수연
- 101번째 프로포즈 - 김희애
- 가슴 달린 남자 - 박선영
- 서편제 - 오정해

### 남우조연상
- 서편제 - 안병경 수상
- 서편제 - 김규철
- 그 여자, 그 남자 - 김성수
- 참견은 노 사랑은 오예 - 신현준
- 살어리랏다 - 장항선

### 여우조연상
- 참견은 노 사랑은 오예 - 김혜선 수상
- 101번째 프로포즈 - 김금용
- 화엄경 - 이혜영
- 그대 안의 블루 - 최유라
- 그 여자, 그 남자 - 하유미

### 신인남우상
- 비오는 날의 수채화2 - 김명수 수상

### 신인여우상
- 서편제 - 오정해 수상

### 신인감독상
- 그대 안의 블루 - 이현승 수상

### 촬영상
- 서편제 - 정일성 수상

### 기술상
- 그대 안의 블루 - 안상수 수상

### 각본상
- 첫사랑 - 이명세 수상

### 인기스타상
- 최진실 수상
- 강수연 수상
- 이경영 수상
- 최민수 수상

### 한국영화 최다관객상
- 서편제 - 태흥영화사 수상

### 외국영화상
- 피아노 - 제인 캠피언 수상

### 대상
- 임권택 수상